# Vídeo Brinquedo
Vídeo Brinquedo (также известная как Toyland Video и Video Toys, ранее известная как Spot Films) - бразильская анимационная студия, расположенная в Сан-Паулу, производящая анимационные фильмы, выпускаемые на видео, которые известны как подделки на анимационные (чаще всего сделанные при помощи CGI) блокбастеры студий Walt Disney Pictures, Pixar Animation Studios, DreamWorks Animation, Paramount Pictures, 20th Century Studios, Blue Sky Studios и Sony Pictures Animation. Компания была основана в 1995 году для распространения анимации с целью распространения на внутреннем рынке Бразилии, а также на других мировых рынках.

## История
Компания была основана в 1995 году как дистрибьютор мультфильмов на внутреннем рынке Бразилии.
В течение первых девяти лет Vídeo Brinquedo распространяла на бразильские рынки домашние видео-релизы сериалов, таких как Sonic X и The Little Lulu Show. Однако в дальнейшем решила заниматься созданием своей анимации.
Одним из ранних выпусков студии был малоизвестный мультфильм на религиозную тематику под названием Kingdom Under the Sea (Reino submarino), который продавался всего несколькими копиями до выхода в 2003 году фильма Pixar «В поисках Немо». Оба мультфильмы имели несколько общих черт, таких как присутствие рыбы-клоуна в качестве протагониста и похожая история. Из-за огромного количества продаж мультфильмов компания Video Brinquedo хотела начать не только распространять мультфильмы, но и создавать свои собственные.
Первые анимации Video Brinquedo, снятые в традиционном 2D, были основаны на сказках и классических произведениях, таких как Пиноккио и Три поросенка, но со сценариями, модернизировавшими персонажей. Позже они перешли на 3D-анимацию, выпустив первый мультфильм в этом стиле - The Little Cars (Os carrinhos), представляющий собой подделку под мультфильм студии Pixar «Тачки» 2006 года. Было продано более 300 000 копий в более чем 12 странах.
Первоначальная идея компании заключалась в том, чтобы следовать трендам крупных студий и начать производство анимации за два-три года. Когда компания заимствовала идеи, созданные в Голливуде, директор компании Маурисио Милани заявил: «Мы пытались представить, что это будет очевидным».
Первоначально выпущенные с бразильским португальским саундтреком фильмы Vídeo Brinquedo были созданы совместно с Rexmore Company do Brasil и распространялись в Северной Америке Branscome International и MorningStar Entertainment с английскими и испанскими саундтреками.
Фильмы часто имели продолжительность чуть более 40 минут - минимум, необходимый для квалификации как полнометражный фильм и получения награды

## Фильмография
| Оригинальный фильм        | Год  | Подделка студии Video Brinquedo            | Год  |
| ------------------------- | ---- | ------------------------------------------ | ---- |
| Тачки                     | 2006 | Маленькие машинки                          | 2006 |
| Рататуй                   | 2007 | Рататуинг                                  | 2007 |
| Трансформеры              | 2007 | Гладиформеры                               | 2007 |
| Би Муви: Медовый заговор  | 2007 | Маленькая пчелка                           | 2007 |
| Кунг-фу панда             | 2008 | Маленькая панда-боец                       | 2008 |
| Монстры против пришельцев | 2009 | Большие и маленькие монстры                | 2009 |
| Вверх                     | 2009 | В чём дело? Воздушный шар спешит на помощь | 2009 |

## Критика
Анимационные фильмы Vídeo Brinquedo подвергались резкой критике за очень плохую анимацию, озвучку и сомнительный текст наряду со сценами, которые существуют просто для того, чтобы заполнить время просмотра, поэтому рассматриваемый фильм можно квалифицировать как «полнометражный». Эрик Хенриксен, репортер из Portland Mercury, критиковал Vídeo Brinquedo как «самую ленивую и дешевую киностудию всех времен» из-за сходства между его выпусками и фильмами других анимационных студий, таких как Pixar.
В своем обзоре Ratatoing рецензент ToonZone сказал: «Если бы вы съели копию худшего мультфильма, о котором только можно подумать, вы все равно, вероятно, испортили бы что-нибудь получше, чем Ratatoing», и продолжил сетовать на качество анимации, назвав фильм в целом «бессмысленная трата сырья» и «пустая трата времени, энергии и усилий для всех заинтересованных сторон».
Марко Аурелио Канонико из Folha de S. Paulo, который критиковал серию The Little Cars как копию фильма Pixar «Тачки», а также Ratatoing обсуждал вопрос о появлении судебных исков от Pixar. Министерство культуры Бразилии разместило статью Марко Аурелио Канонико на своем веб-сайте. Virgin Media также заявила: «Даже по стандартам Vídeo Brinquedo, касающимся дна океана, это бесстыдная подделка».
Репортер через представителя Disney связался с юридическим отделом Disney по поводу потенциального иска, но Милани не стал комментировать.

## В массовой культуре
Мультфильмы студии критиковались разными видеоблогерами и кинокритиками.
Два мультфильма Vídeo Brinquedo были пародированы в эпизоде «Удивительного мира Гамбола» под названием «Сокровище», в котором главный герой, Гамбол, приобретает DVD-фильм под названием «How to Ratatwang Your Panda». Фильм представляет собой пародию на The Little Panda Fighter и Ratatoing. Данный фрагмент был вырезан в русской версии эпизода.